# Бланка Бургундская (графиня Савойи)
Бланка Бургундская (1288 — июль 1348, Дижон) — графиня Савойи, дочь Роберта II, герцога Бургундии и Агнессы Французской.

## Жизнь
В 1307  году Бланка вышла замуж за Эдуарда I, графа Савойи. У них была одна дочь, Жанна Савойская.
В 1346 и 1347 годах Бланка оказывала влияние на двор своего племянника Амадея VI, чтобы укрепить союз с Бургундией. Это привело к помолвке Филиппа Монсеньора и Жанны I, графини Оверни.
Бланка умерла в июле 1348 года, возможно от чумы.